# デルガムーク対ブリティッシュ・コロンビア州
デルガムーク対ブリティッシュ・コロンビア州の訴訟 3 S.C.R. 1010 i（カナダでは、訴訟はX対Yの形で表される）は、カナダ先住民であるギッサン・ネイションおよびウェトスウェッテン・ネイションが、およそ54,000平方キロメートルの土地に対する権原の確認を求めて起こした訴訟である。ブリティッシュ・コロンビア州最高上訴裁判所（最高裁判所）による1997年の判決は、カナダにおける先住民権の性質をめぐるもっとも決定的な言明として有名である。

## 公判の審理
裁判の審理はギッサン・ネイションおよびウェトスウェッテン・ネイションの請求により、ブリティッシュ・コロンビア州政府が参加しようせず、遅々として進まない土地権請求プロセスを飛び越える形で、1984年に始まった。原告たちは、ブリティッシュ・コロンビア州北西部の、面積の総計がおよそ54,000平方キロメートルにもおよぶ、133の個人に属する領地の所有権および法的管轄権を主張した。

## ブリティッシュ・コロンビア州政府の立場
州政府は、ブリティッシュコロンビア州におけるすべてのファースト・ネイションの土地権は、1871年にBC州政府としてカナダの連邦政府に参加する以前に、植民地政府によって消滅させられていると主張した。（ただし、上訴裁判所では、州政府は自らの立場を覆し、先住民の土地権は消滅させられていなかったとの主張を行っている。）

## 最高裁による判決
最高裁は土地権の論争については、別の訴訟が必要だとして何ら裁定を下さなかったにせよ、最高裁が先住民権に直接的に取り組んだ初めてのケースであった。最高裁は判決で、伝統的に用いられてきたわけではない方法でも、原住民による土地の所有権および使用権が認められるように、先住民権は土地の使用権とは異なるものだとした。また他方で、それは共有地の所有権とも異なり、そこにあるのは、先住民文化と深く結びついた、憲法における公共権だとしている。さらに、先住民権によって統治される土地は、連邦政府にしか譲り渡すことができず、私人には購入する権利がないとした。判決ではまた、原住民の口承による歴史の妥当性についても、重大な言明が行われている。

## 関係項目
- コールダー対ブリティッシュコロンビア州司法長官（en:Calder v. British Columbia (Attorney General)）
- en:Royal Proclamation of 1763
- セント・キャサリン・ミリング対女王（en:St. Catherines Milling v. The Queen）
- ゲラン対女王（en:R. v. Guerin）
- en:Mabo v Queensland (No 2) - オーストラリアにおける同様の訴訟とその判決